# Dolmen du Puig del Fornas
Le dolmen du Puig del Fornas, appelé aussi dolmen du Poste-de-Tir, est un dolmen situé à Saint-Michel-de-Llotes, dans le département français des Pyrénées-Orientales.

## Historique
Le dolmen a été découvert en 1976 par des chasseurs et fouillé la même année par Henry Baills.

## Description
Le dolmen peut être rattaché au type des dolmens à couloir large, s'apparentant aux allées couvertes, appelé localement « galeries catalanes ». Il comporte trois orthostates côté sud et trois côté nord mais seuls ceux du fond délimitent la chambre, de forme rectangulaire, les deux premiers de chaque côté doivent correspondre au couloir. Le coté ouest est fermé par une dalle de chevet débordant au nord, une seconde dalle de chevet devait exister au sud. Côté est, la chambre est fermée symboliquement par une dalle basse. Le couloir est aussi large que la chambre. Toutes les dalles sont en schiste. Les deux dalles de couverture comportent des cupules disposées en croix. Le tumulus est de forme circulaire, délimité par quelques gros blocs et des dalles dressées. La masse du tumulus est constituée de deux couches de pierres dont la taille diminue avec la hauteur.

## Matériel archéologique
Baills a recueilli dans la chambre deux fragments de bronze (1 bague et 1 fil) et deux tessons de céramique comportant un décor réalisé à « coups d'ongles ». Le dolmen avait été pillé antérieurement aux fouilles officielles : le matériel archéologique a été retrouvé dispersé en surface et dans le tumulus dont de nombreux fragments d'une grosse jarre portant une anse de préhension et un poucier datée de  l'Âge du bronze (moyen à final).